# Orvieto

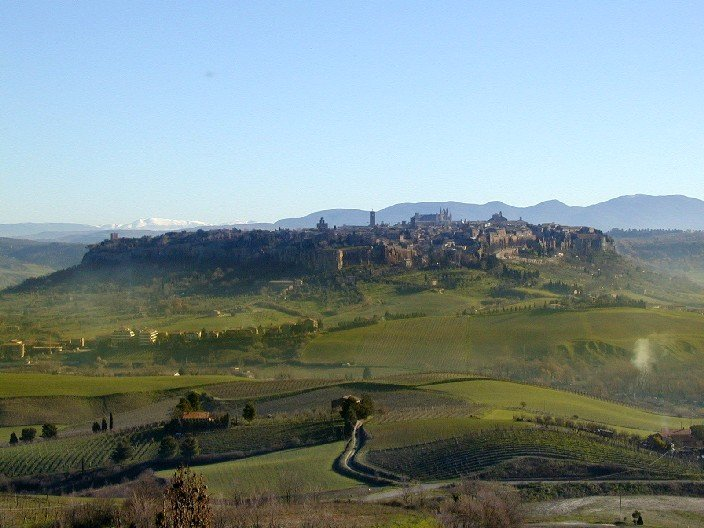
Orvieto

Orvieto – miasto i gmina we Włoszech, w regionie Umbria, w prowincji Terni.
W roku 2004 gminę zamieszkiwały 20 692 osoby (73,6 os./km²).

## Historia
- Orvieto jest często identyfikowane ze starożytnym miastem Wulczi[1], jednym z głównych miast Etrusków;
- koniec VIII wieku – miasto zostaje przyłączone do Państwa Kościelnego;
- XII i XIII wiek – rozkwit miasta dzięki częstym pobytom dworu papieskiego;
- XVII wiek – znaczenie miasta podupada;
- XX wiek – odrodzenie miasta dzięki turystyce.

## Miasta partnerskie
- Givors
- Maebashi
- Betlejem
- Aiken
- Seinäjoki
- Kercem